# Saint-Amand-sur-Sèvre
Saint-Amand-sur-Sèvre is een gemeente in het Franse departement Deux-Sèvres (regio Nouvelle-Aquitaine) en telt 1229 inwoners (1999). De oppervlakte bedraagt 32,36 km², de bevolkingsdichtheid is 37 inwoners per km².

## Demografie
Onderstaande figuur toont het verloop van het inwonertal (bron: INSEE-tellingen).

1. ↑  Populations de référence 2022.